# Garcinia cataractalis
Garcinia cataractalis là một loài thực vật có hoa trong họ Bứa. Loài này được Whitmore mô tả khoa học đầu tiên năm 1973.